# 微分ゲーム
ゲーム理論における微分ゲーム（びぶんゲーム、英: differential game）とは、ある力学系における競合のモデリングと解析に関連する、問題の一群のことを言う。その問題では、通常、追跡者と逃走者の二者が存在し、競合における目標がある。追跡者と逃走者の挙動は、微分方程式系によってモデル化される。
微分ゲームは、最適制御問題と密接に関連している。最適制御問題においては、単一の制御 {\displaystyle u(t)} と、最適化されるべき単一の基準が存在する。微分ゲームの理論は、この問題を、二つの制御 {\displaystyle u(t),v(t)} と、それぞれのプレイヤーに対する二つの基準へと、一般化するものである。各プレイヤーは、自身の目標を達成するために、系の状態を制御しようと試みる。系は、各プレイヤーの出力に対して、反応する。
微分ゲームに関する初めての研究は、ルーファス・アイザックス（1951年。出版は1965年）によるもので、初めて解析されたゲームの一つは、「殺人運転手ゲーム」であった。
微分ゲームは、経済学へと応用されている。最近の発見には、微分ゲームへの確率性の導入や、確率フィードバックナッシュ均衡（stochastic feedback Nash equilibrium; SFNE）がある。最近の例には、リョンとフアンの2010年の研究による、資本主義の確率微分ゲームがある。

## 応用
追跡-回避微分ゲームの概要については、パクターを参照されたい。